# 方丹圣吕西安
方丹圣吕西安（法語：Fontaine-Saint-Lucien，法語發音：[fɔ̃tɛn sɛ̃ lysjɛ̃]）是法国瓦兹省的一个市镇，属于博韦区。

## 地名
“方丹”（fontaine）意为“泉”。法语地名通名在“枫丹白露”（Fontainebleau）等少数拥有传统译名的地名中译作“枫丹”，不过在《世界地名翻译大辞典》、《世界地名译名词典》和《法国地图册》等主流地名译名类书籍资料中多译作“方丹”。

## 地理
方丹圣吕西安（49°29'56"N, 2°8'48"E）面积7.25 平方千米，位于法国上法蘭西大區瓦兹省，该省份为法国北部内陆省份，北起索姆省，西接厄尔省和滨海塞纳省，南至塞纳-马恩省和瓦兹河谷省，东临埃纳省。
与方丹圣吕西安接壤的市镇（或旧市镇、城区）包括：阿布维尔圣吕西安、邦利耶、吉涅库尔、迈松塞勒圣皮埃尔、米多尔日、奥罗埃尔。
方丹圣吕西安的时区为UTC+01:00、UTC+02:00（夏令时）。

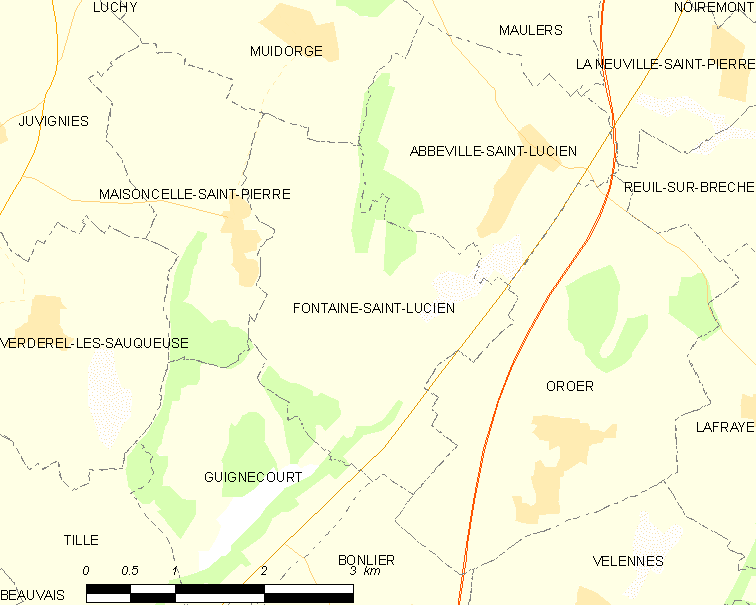
方丹圣吕西安的OSM定位图

## 行政
方丹圣吕西安的邮政编码为60480，INSEE市镇编码为60243。

## 政治
方丹圣吕西安所属的省级选区为穆伊县。

## 人口

1962-2008年间方丹圣吕西安人口变化图示

方丹圣吕西安于2022年1月1日时的人口数量为176人。